# Spațiul singularității
Spațiul singularității (titlul original Singularity Sky) este un roman științifico-fantastic al scriitorului Charles Stross care a fost publicat în 2003. A fost nominalizat la Premiul Hugo pentru cel mai bun roman în 2004. O continuare, Răsărit de fier, a fost publicată în același an. Împreună, cele două sunt denumite romanele Eschaton, după o inteligență aproape divină care apare în ambele.
Romanul urmărește nefericita campanie militară a unui stat represiv, Noua Republică, pentru a riposta la o presupusă invazie a uneia dintre planetele sale colonie. În realitate, planeta Lumea lui Rochard a fost vizitată de Festival, o rasă extraterestră sau post-umană foarte avansată din punct de vedere tehnologic, care își recompensează gazdele pentru că i-a „distrat” oferind tot ceea ce dorește gazda, inclusiv propria tehnologie a Festivalului. Acest lucru provoacă o întreagă perturbare socială, economică și politică a coloniei, care a fost în general limitată de Noua Republică la tehnologia echivalentă cu cea găsită pe Pământ în timpul Revoluției Industriale. La bordul navei amiral a Noii Republici, un inginer și un agent de informații de pe Pământ încearcă în secret să împiedice utilizarea unei tehnologii interzise - și să se îndrăgostească pe parcurs.
Temele romanului includ transumanismul, impactul unei singularități tehnologice bruște asupra unei societăți represive și necesitatea ca informațiile să fie libere (gratuite) (tema din urmă a ajutat la inspirarea unei propuneri de a oferi fiecărui afgan un telefon mobil gratuit pentru a combate talibanii). Narațiunea este o operă spațială și conține elemente de steampunk și de fantezie științifică. Apar elemente de satiră socială și politică, iar volumele beneficiază de umorul negru al lui Stross și de aluziile sale literare și culturale subtile.
Stross a scris romanul la sfârșitul anilor 1990, prima sa încercare de acest fel. Nu a fost primul său roman care a fost publicat, dar a fost primul care a fost publicat inițial sub formă de carte. Titlul său original, Festival of Fools, a fost schimbat pentru a evita confuzia cu romanul SF Ship of Fools al lui Richard Paul Russo.

## Cadru
Spațiul singularității are loc aproximativ la începutul secolului al XXIII-lea, la cca. 150 de ani după un eveniment numit de personaje Singularitatea. La scurt timp după ce populația Pământului a depășit 10 miliarde, tehnica de calcul a început să ajungă în punctul în care inteligența artificială ar putea să o depășească pe cea a oamenilor prin utilizarea curbelor de timp închise, totul pentru a trimite informații către trecutul său. Dintr-o dată, într-o zi, 90% din populația umană a dispărut inexplicabil.
Mesajele lăsate în urmă, atât pe rețelele de calculatoare, cât și pe monumente plasate pe Pământ și pe alte planete ale sistemului solar interior, conțin o scurtă declarație a aparentului autor al acestui eveniment:
```
Eu sunt 
Eschaton-ul
. Nu sunt 
Dumnezeul
 tău. 
Provin din tine și exist în viitorul tău.
Să nu încalci cauzalitatea în conul meu istoric de lumină. Altminteri...
[
5
]
```

Pământul se prăbușește politic și economic ca urmare a acestei pierderi a populației; Internet Engineering Task Force își asumă în cele din urmă funcția Organizației Națiunilor Unite sau cel puțin misiunea sa altruistă și funcțiile caritabile.
Un secol mai târziu, sunt lansate primele misiuni interstelare, care utilizează motoare de sărituri bazate pe tuneluri cuantice pentru a oferi o călătorie eficientă mai rapidă decât lumina, fără a încălca cauzalitatea. O navă care ajunge la  Steaua lui Barnard (la aproximativ 5,9 ani-lumină de Pământ) află ce s-a întâmplat cu cei care au dispărut de pe Pământ: au fost trimiși să colonizeze alte planete prin găuri de vierme care i-au dus înapoi în timp cu un an pentru fiecare an-lumină depărtare la care se află steaua de Pământ. Treptat, se descoperă că aceste colonii au fost împrăștiate pe o rază de 6.000 de galaxii, toate cu același mesaj al lui Eschaton gravat pe un monument proeminent undeva. Există, de asemenea, dovezi că Eschaton a pus în aplicare acel „altminteri...” ("or else") prin măsuri drastice, cum ar fi provocarea de supernove sau evenimente de impact asupra civilizației care au încercat să creeze o tehnologie care încalcă cauzalitatea.
Pământul și coloniile restabilesc relațiile și comerțul. Unele colonii au recăpătat aceleași niveluri tehnologice sau mai mari, datorate parțial „mașinilor cornucopia”, asamblori moleculari care pot recrea obiecte în modele predefinite sau le pot duplica pe altele, cu care Eschaton le-a lăsat. Tehnologiile transumaniste care au apărut înainte sau în timpul Singularității, precum implanturile cibernetice, tratamentele anti-îmbătrânire și de prelungire a vieții, sunt utilizate pe scară largă. Navele spațiale folosesc motoare cu antimaterie, fuziune și găuri negre de dimensiunea unui electron ca propulsie.
Cu toate acestea, unele colonii au respins sau au restricționat utilizarea tehnologiei avansate din motive sociale, culturale sau politice și, în loc să se transforme în anarhism, așa cum a făcut-o Pământul, au replicat stări restrictive din punct de vedere politic din istoria Pământului. Romanul are loc pe două planete cu astfel de politici, Noua Republică. Coloniștii săi originari au fost preponderent din Europa de Est, și mulți și-au reamintit dislocarea economică care a urmat căderii comunismului acolo. Partea victorioasă a unui război civil anterior a distrus singura mașină cornucopia rămasă și a impus un regim feudalist represiv social și politic care limitează majoritatea tehnologiei la un nivel compatibil cu Europa de la sfârșitul secolului al XIX-lea pentru a garanta tuturor un loc în societate, plus moravurile sociale victoriene. În ciuda acestui fapt, există încă rebeli care planifică răscoale, în linii similare cu cele care s-au întâmplat în Europa de Est istorică a acelei ere.

## Prezentare
Festivalul, o civilizație a minților încărcate, ajunge la Lumea lui Rochard, o colonie periferică a Noii Republici. Începe să descompună obiecte din sistem pentru a face tehnologie pentru șederea sa. Apoi începe să ia contact cu locuitorii planetei aruncând  de pe orbita joasă telefoane mobile, interzise majorității cetățenilor planetei.
Cei care îi ridică aud Festivalul: „Distrează-ne și noi îți vom oferi ceea ce vrei tu”. Interlocutorii care distrează cu succes Festivalul spunându-i ceva ce nu a auzit sunt recompensați cu orice își doresc. La început, ei solicită hrană sau alte nevoi modeste, dar apoi Burya Rubenstein, exilat în colonie pentru rolul său în conducerea unei revolte, cere o mașina cornucopia. În câteva zile se dezvoltă o economie a abundenței și guvernul este amenințat de răscoala lui Rubenstein și de armamentul său avansat. Un detașament de nave atacă Festivalul, dar este distrus.
În capitala Noii Republici, Praga Nouă, la 40 de ani lumină distanță, agentul ONU, Rachel Mansour, urmărește evenimentele în timp ce Noua Republică pregătește un răspuns militar. Noua Republică nu numai că înțelege greșit Festivalul, dar îi subestimează serios capacitățile militare. O preocupare mai mare pentru Rachel este că ar putea planifica abordarea lumii lui Rochard printr-o buclă închisă în timp, ajungând acolo la scurt timp după ce Festivalul a făcut-o, dar înainte ca Flota de nave să fi părăsit capitala. Dacă Eschatonul răspunde la această aparentă încălcare a cauzalității, așa cum ONU se teme că ar putea, multe lumi stabilite ar trebui să fie evacuate. Ea îl recrutează pe Martin Springfield, un inginer de pe Pământ care a fost angajat de Amiralitatea Noii Republici pentru a-și actualiza sistemele de navigare. Fără ca ea să știe, Martin este un agent al Eschatonului și i-a fost încredințat să saboteze planul Amiralității suficient de puțin pentru a face să pară ineficient.
Înapoi în Lumea lui Rochard, Rubenstein este dezamăgit de revoluție. Deși are succes militar, cadrele pe care le conduce au devenit la fel de rigide și inflexibile ca și hegemonia împotriva căreia se luptă. Într-o noapte târziu, în timp ce semnează ordine și comunicate aparent nesfârșite, el este vizitat de Sora Stratagemelor a Șaptea, o creatură din grupul Criticilor asemănătoare cu un șobolan gigant. Ea este una dintre criticile care însoțesc festivalul. În mod normal, ei rămân pe orbită oferind comentarii la nivel înalt, dar ea a coborât la suprafață pentru a afla singură de ce locuitorii din Lumea lui Rochard par neinteresați de înțelepciunea Festivalului.
Rachel renunță la acoperirea sa și este încredințată crucișătorului de linie al Maiestății Sale Lord Vanek pe post de observator diplomatic. Și lui Martin i se extinde contractul, astfel încât să se poată alătura flotei și să-și termine treaba. Întrucât sunt singurii doi pământeni și civili aflați la bord, doar ei își dau seama că se va termina dezastruos, așa că petrec mult timp împreună, relația lor transformându-se în dragoste. Flota parcurge un traseu complicat, sărind patru mii de ani în viitor, înainte de a ajunge la Lumea lui Rochard. Eroarea de 16 microsecunde a lui Martin în codul unității de salt a funcționat, amânând ușor flota.
Sora Stratagemelor îl învinovățește pe Rubenstein pentru neajunsurile revoluției - a fost o prostie, explică ea, ca el să se bazeze pe tradițiile revoluționare în mijlocul unei singularități și a tuturor schimbărilor sale radicale constante. Îl duce la o plimbare, în coliba Babei Iaga, în orașul nordic Plotsk, unde ar putea să înțeleagă. Pe parcurs vede „minuni și urâciuni”. Peisajul din unele locuri a fost serios modificat. Multe ferme și proprietarii lor îmbunătățiți cibernetic plutesc acum liberi în sfere geodezice și roboți auto-replicabili, unii periculoși pentru oameni, merg prin peisajul rural.
În timp ce Lord Vanek se apropie de luptă, Vassily Muller, un tânăr agent al poliției secrete repartizat pe navă, aranjează ca Martin să fie arestat ca spion. El și șeful securității navei aranjează o falsă curte marțială  pentru ca ținta lor reală, Rachel, să se dezvăluie. Rachel îi invalidează pe toți cei din sala de judecată și îl salvează pe Martin. Înapoi în cartierul ei, cei doi evadează cu o navetă de salvare pe care a fabricat-o propria mașină cornucopia. Vassily și alți membri ai echipajului sunt aspirați în spațiu atunci când încearcă să-i urmărească; el singur supraviețuiește, purtând echipament de protecție de urgență și este preluat în cele din urmă de Rachel și Martin în timp ce coboară pe Lumea lui Rochard, unde aranjează să se întâlnească cu Rubenstein.
Navele de război se confruntă cu doi Vânători (Bouncers) trimiși de Festival. Căpitanul flotei suspectează o capcană, dar la început se pare că navele Noii Republici pot face față. Cu toate acestea, în cele din urmă își dau seama că au fost lovite cu grey goo și propriile lor nave sunt consumate de mașini nanomoleculare. Personalul superior scapă. Monitorizând bătălia de pe propria navetă de salvare, Martin și Rachel nu sunt surprinși de rezultat și explică unui Vassily supărat cum, în ciuda lipsei sale de intenții, vizita Festivalului a reprezentat într-adevăr o amenințare existențială pentru Republica, deoarece informațiile vor să fie gratuite.
La Plotsk, unde s-au ridicat zgârie-nori de înălțime stratosferică, Rubenstein și Sora Stratagemelor se întâlnesc cu unii dintre foștii săi camarazi, mulți dintre ei acum cyborgi și își dau seama că revoluția pe care a început-o a crescut acum dincolo de nevoia lui sau a oricărui alt lider. Mulți dintre cetățenii lumii lui Rochard și-au depășit umanitatea, s-au alăturat festivalului sau s-au modificat permanent. Rubenstein însuși are implantat o interfață creier / computer. Când un iepure antropomorfizat cere ajutor cadrele adunate pentru a-și găsi stăpânul, fostul guvernator, se alătură în căutarea lui.
Ei găsesc guvernatorul, căruia i se acordase dorința de a deveni din nou un băiat tânăr cu tovarăși animale credincioase, mumificat pe un deal în care Festivalul l-a salvat de zombificare din mâna rasei Mimes, o altă specie asociată. El cere, prin conexiunea implantului, să i se permită să se alăture Festivalului în loc să rămână pe planetă. În timp ce Rubenstein analizează această cerere, sosesc Martin și Rachel. Ea îi dă lui Rubenstein o mașină cornucopia, misiunea ei originală, despre care amândoi își dau seama că nu mai este necesară. Vassily apare și încearcă să-l omoare pe Rubenstein, identificându-se ca fiul său, dar Rachel îl oprește cu o armă dar strică ireversibil mașinii cornucopia în acest proces.
Festivalul și speciile sale asociate pleacă către următoarea lor destinație, iar pe planetă populația - supraviețuitori ai unei mii de ani de progres tehnologic comprimat într-o lună - se regrupează. Cei care doresc să se întoarcă la viața lor în Noua Republică și se stabilesc la Novy Petrograd, unde ofițerii superiori de pe Lord Vanek au restabilit autoritatea imperială. Rubenstein și ceilalți merg la Plotsk, unde Martin și Rachel au un mic magazin care oferă „acces la instrumente și idei” până când se pot întoarce pe Pământ nouă luni mai târziu.

### Festivalul și anturajul său
Festivalul este o civilizație de minți încărcate, inițial destinat reparării rețelelor de informații galactice. Acesta călătorește dintr-un sistem în alt sistem prin starwisps, construind facilitățile de care are nevoie din materiale locale la sosire. De obicei, preferă să interacționeze cu alte civilizații cu minți încărcate. Solicită informații pe care nu le cunoaște de la cei pe care îi vizitează și va efectua orice fel de plată în schimb.
Niciun membru individual al Festivalului nu apare în roman. În spațiul mintal de rezervă al Festivalului călătoresc o serie de alte specii de minți încărcate care sunt separate (cum sunt Criticii), dar fac parte din fiecare vizită.

## Teme
Cea mai proeminentă temă a romanului este refrenul ciberpunkului că „informațiile vor să fie libere”. Odată îndepărtate impedimentele, cum ar fi metodele de represiune ale Noii Republici, urmează progresul tehnologic și material.
Funcția Festivalului este descrisă ca „repararea găurilor în fluxul de informații galactic”. 
Romanul descrie, de asemenea, implicațiile de anvergură ale evenimentului său din titlu. Sosirea mașinilor cornucopia și îmbunătățirile cibernetice puse la dispoziție de Festival forțează nu numai prăbușirea ordinii sociale, economice și politice existente, dar împiedică înlocuirea lor cu revoluția lui Rubenstein. „Oamenii înzestrați brusc cu bogății și cunoștințe infinite au aflat rapid că nu au nevoie de un guvern - și acest lucru a fost adevărat atât pentru membrii din subteran, cât și pentru muncitorii și țăranii pe care s-au străduit să-i mobilizeze”. Martin spune lui Vassily că „oamenii au înnebunit puțin, atât. O supradoză bruscă de schimbare; nemurire, bioinginerie, lucrători AI supraomeni, nanotehnologie, genul acesta de lucruri. Nu este un atac." 

## Recepție
Povestirile lui Stross, în special cele publicate în revistele Asimov's Science Fiction, publicate ulterior sub numele de Accelerando, au creat un mare entuziasm în comunitatea science-fiction. Popular Science a avut o rubrică care s-a concentrat asupra lui și a colaboratorului frecvent Cory Doctorow ca scriitori noi a căror experiență comună în informatică a ajutat la credibilitatea povestirilor lor de inteligență artificială și utilizarea singularității ca element al intrigii.  De aceea, primul său roman adevărat a fost anticipat cu nerăbdare.

## Vezi și
- 2003 în științifico-fantastic
- Lista volumelor publicate în Colecția SFFH (Editura Tritonic)‎‎